# Mette Tønnes Geelmuydenová
Mette Tønnes Geelmuydenová (16. února 1830, Bergen – 19. ledna 1901 tamtéž) byla norská učitelka a fotografka.

## Životopis
Byla dcerou Hanse Geelmuydena (1779–1832) a Anny Johanne Zahrendsových (1793–1884). Začínala jako učitelka kreslení na dívčí škole Reusch Pigeskole, poté provozovala fotografické studio v Kortpilsmugetu od roku 1863, ale v roce 1866 přestala fotografovat. Od roku 1875 vlastnila se svým bratrem Hansem (zvaným „Troubadouren“) nájemní knihovnu, kterou vedla až do své smrti.

## Galerie

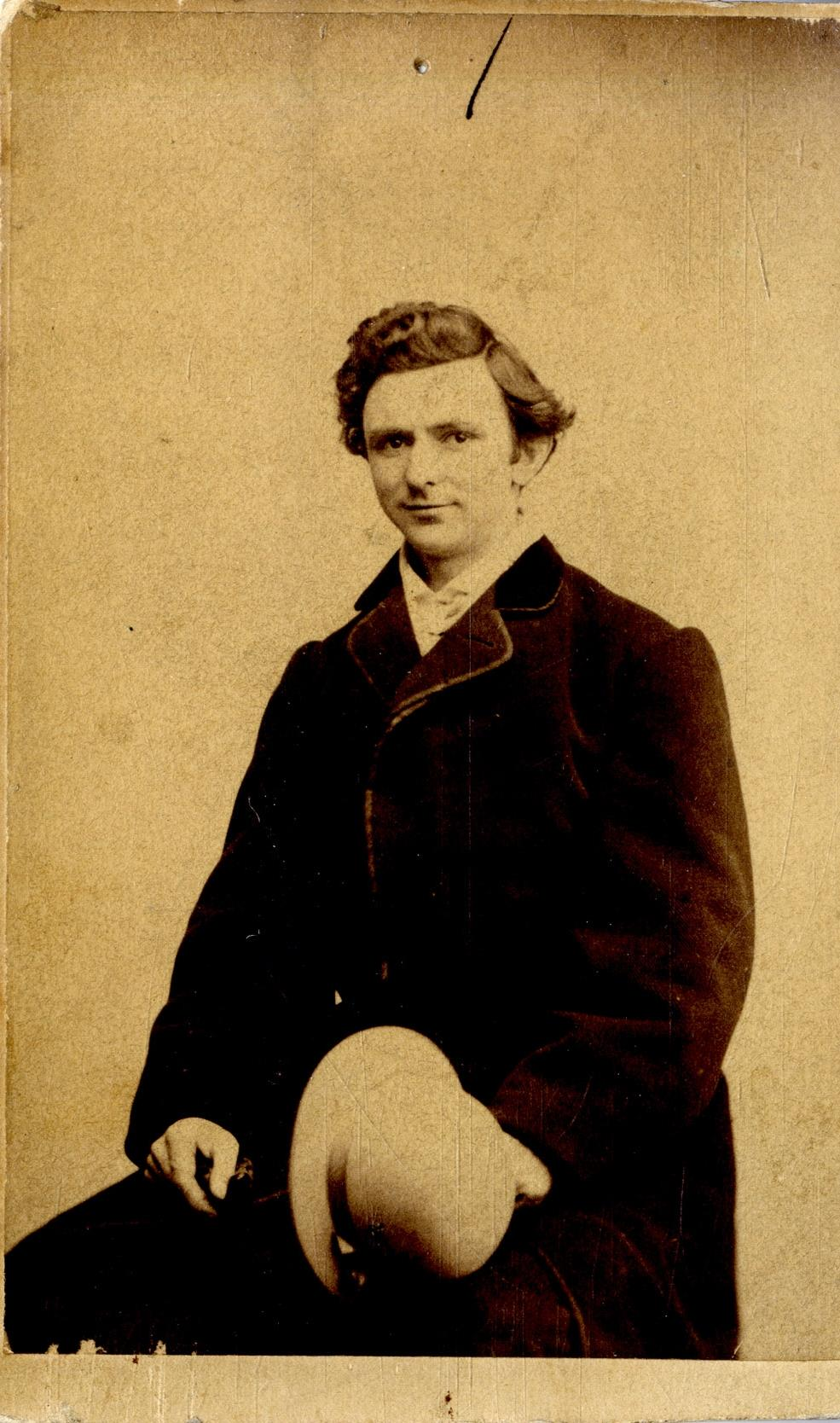
Alexander Bull
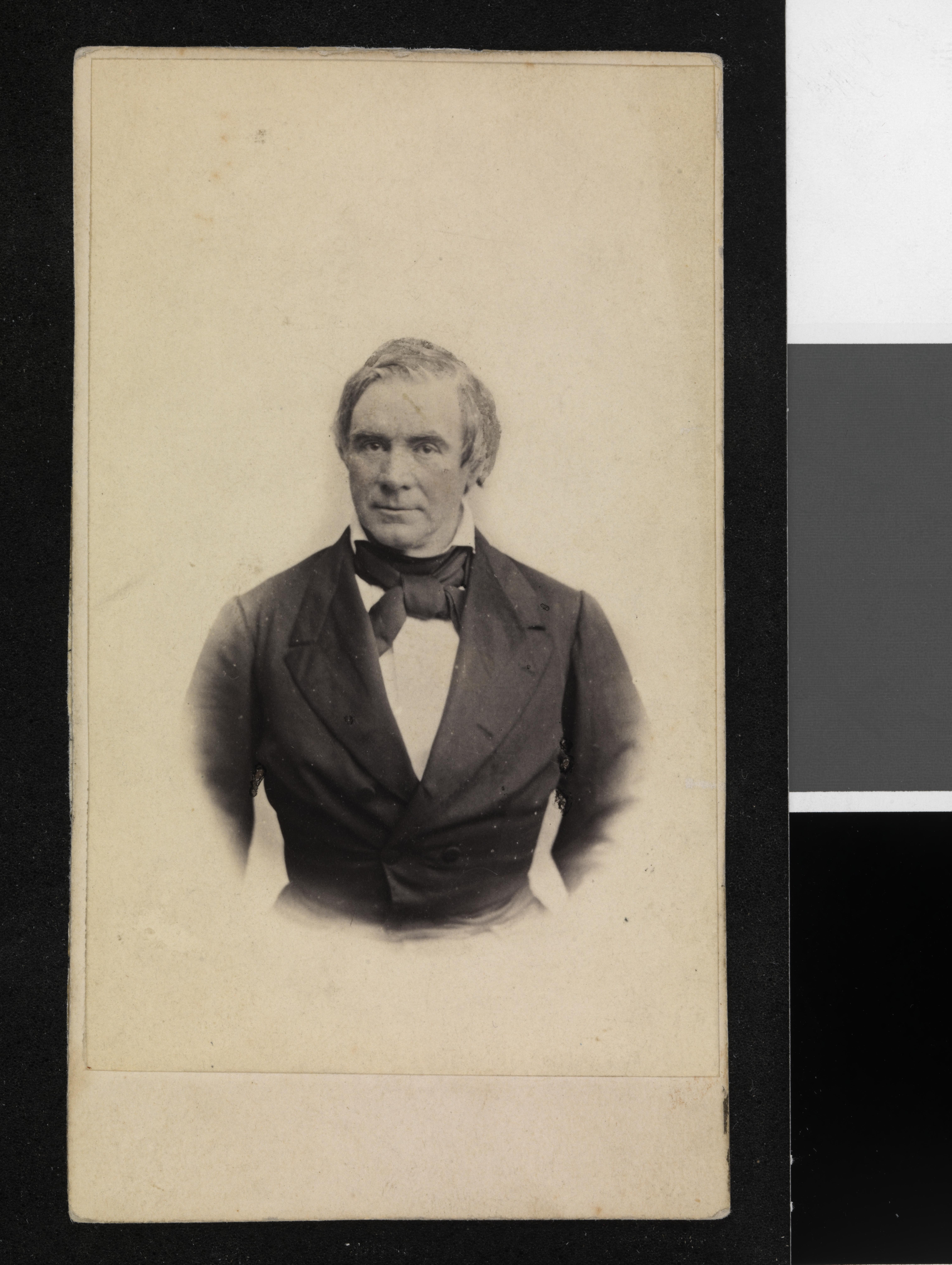
Ole Bull, asi 1860
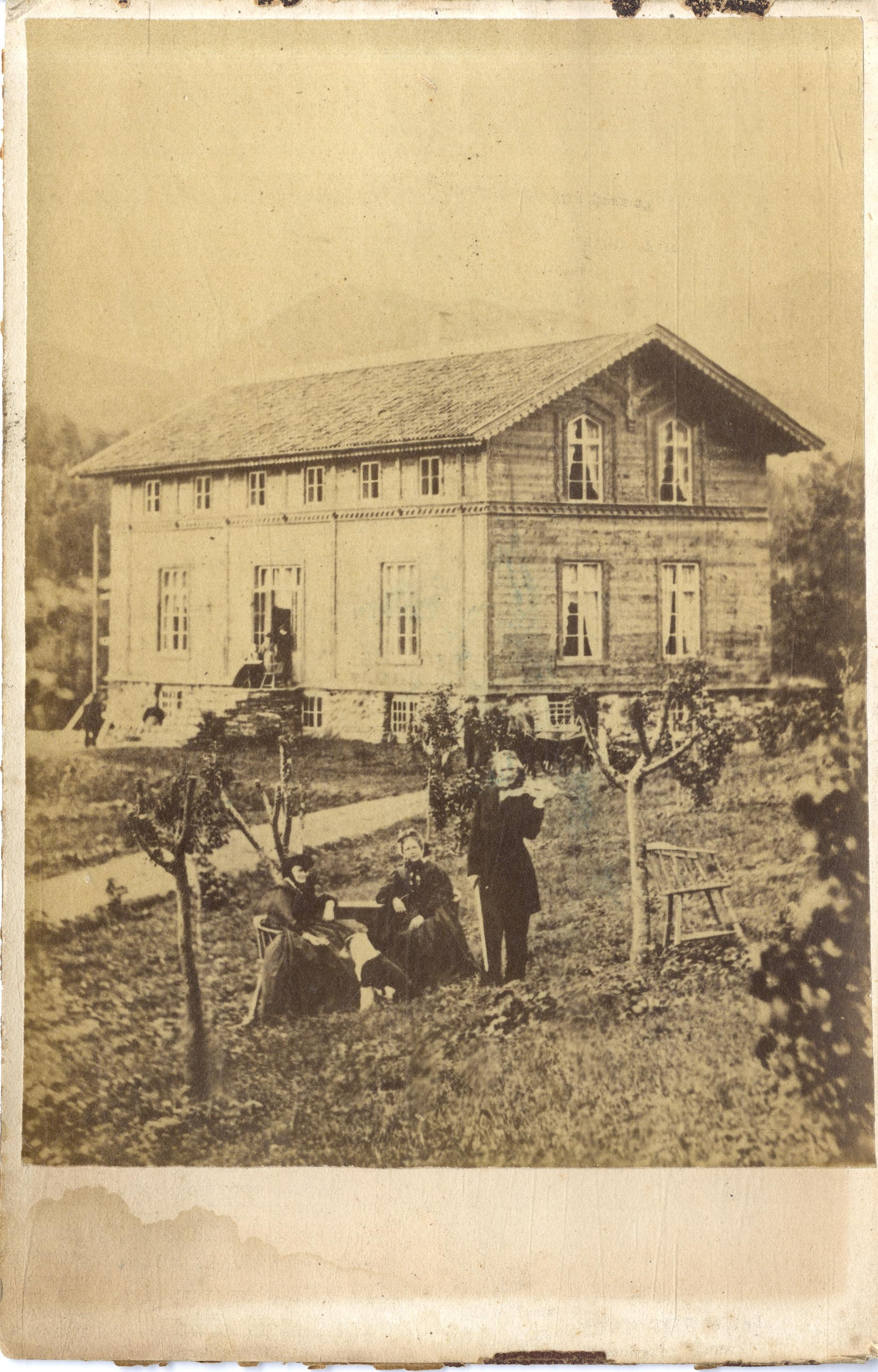
Stine Stub, Cathinka Hagemann a Ole Bull ve Valestrandu